# 제이 리설
자마 시프먼(영어: Jamar Shipman, 1985년 4월 29일 ~ )은 미국의 프로레슬링선수로 제이 리설(Jay Lethal)라는 링네임으로도 잘 알려져 있다. 키는 178cm 몸무게는 101kg이다.

## 수상

### TNA
- TNA X-디비전 챔피언 6회
- TNA 월드 태그팀 챔피언 1회

### RoH
- Roh 월드 헤비웨이트 챔피언 1회
- Roh 월드 텔레비전 챔피언 2회
- Roh 월드 퓨어 챔피언 1회